# Junki Hata
Junki Hata (畑 潤基 Hata Junki?), född 14 augusti 1994 i Aichi prefektur, är en japansk fotbollsspelare.
Hata började sin karriär 2016 i V-Varen Nagasaki. 2017 blev han utlånad till Azul Claro Numazu. Han gick tillbaka till V-Varen Nagasaki 2019.